# جورج روس (ژیمناست)
جورج روس (ژیمناست) (به انگلیسی: George Ross (gymnast)) ژیمناست زادهٔ ۱ دسامبر ۱۸۷۷ میلادی اهل کشور بریتانیا است.